# 大田大徳警察署
大田大徳警察署（テジョンデドクけいさつしょ）は、大韓民国大田広域市にある大田地方警察庁所管の警察署である。

## 管轄区域
- 大徳区

## 沿革
- 1992年10月17日 - 忠南地方警察庁大田北部警察署として開署。大田東部警察署から5派出所、大田西部警察署から5派出所を移管。大徳区と儒城区の一部を管轄
- 2000年12月28日 - 大田屯山警察署開署に伴い儒城区内の2派出所を移管
- 2005年7月28日 - 儒城区の5つの洞を大田屯山警察署に移管
- 2007年7月1日 - 大田地方警察庁に所属が変更される
- 2007年11月30日 - 大田大徳警察署に名称を変更。管轄を大徳区のみに。大田東部警察署から1地区隊を編入。大田屯山警察署へ1地区隊を移管

## 組織
- 警務課
- 生活安全課
- 捜査課
- 刑事課
- 警備交通課
- 情報保安課
- 聴聞監査室

## 管轄地区隊
- 新灘津地区隊
- 中里地区隊

## 管轄派出所
- 懐徳派出所
- 宋村派出所

## 管轄治安センター
- 大禾治安センター

## 管轄哨所
- 比来哨所